# William Bagot, I barone Bagot
William Bagot, I barone Bagot (Blithfield, 28 febbraio 1728 – Londra, 22 ottobre 1798), è stato un politico inglese.

## Biografia
Era il figlio di William Bagot e di sua moglie, Lady Barbara Legge. Frequentò il Magdalen College.

## Carriera
Si sedette come membro del Parlamento per Staffordshire (1754-1780). Nel 1768 successe come baronetto di Blithfield ed ereditò la tenuta di famiglia di Blithfield Hall alla morte di suo padre. Il 17 ottobre 1780 è stato elevato al Pari della Gran Bretagna come barone Bagot.

## Matrimonio
Sposò, il 20 agosto 1760, Elizabeth St John (1744-4 febbraio 1820), figlia di John St John, II visconte St John. Ebbero otto figli:
- Edward Bagot (1763-1773);
- Walter Bagot (1766-1773);
- Barbara Bagot (1768-1773);
- Frances Bagot (?-30 maggio 1806), sposò Sir Edward Paget, ebbero un figlio;
- William Bagot, II barone Bagot (11 settembre 1773-12 febbraio 1856);
- Louisa Bagot (?-7 maggio 1834), sposò Walter Sneyd, ebbero un figlio;
- Sir Charles Bagot (23 settembre 1781-19 maggio 1843);
- Richard Bagot (22 novembre 1782-15 maggio 1854), sposò Lady Harriet Villiers, ebbero dodici figli.

## Morte
Morì a Londra il 22 ottobre 1798.